# Visavis
Visavis (stylisé VISAVIS) est un groupe français de heavy metal et rock, originaire de Tulle, en Corrèze. Formé en 1984, le groupe compte un total de cinq albums : La Cage (1992), So Special (1995), The Opening (2003), War Machine (2019), Great! (2021) dans un style qui mêle metal et power rock.

## Histoire

### Première phase (1984–2004)
Un premier concert du groupe est effectué au Lycée Edmond Perrier de Tulle en 1984, avec Pierre Henri Traux (dit « PH ») à la batterie, Philippe Mauget au chant, Luis Dematos à la basse, Régis Bouyge (dit « Reg »), et Francis Lachaud (dit « Fl ») aux guitares qui sont les membres fondateurs du groupe. Fin 1984, arrivée de Pierre Beyssac dit « PB » à la basse.
En décembre 1985, Try to Get You, la première démo cassette, du groupe est enregistrée par Jean-Luc Roudière. Le succès de celle-ci amène très rapidement le groupe à faire la première partie de Paul Personne à Tulle. Engagé, le groupe joue aussi pour des causes humanitaires : concerts notamment pour les Restos du Cœur et SOS Racisme. Le groupe se crée une notoriété régionale grâce à sa régularité, son énergie, l'implication des radios locales et des titres accrocheurs comme Stand Up. Cela se traduit par de nombreux concerts : le Festival de Domps Rock en Trance. En 1988, Visavis est contacté par Alain Génaff producteur de l’émission Decibels sur France 3 pour participer au Tremplin pour Tokyo. Visavis arrive en finale à La Locomotive à Paris grâce au single I Wanna Dance,
Visavis, soutenu par la ville de Tulle, passe le cap de la sélection des Découvertes Limousin du Printemps de Bourges à Limoges. Le groupe se produit donc à la salle Germinal, du festival des Printemps de Bourges le 1er mai 1991, permet à Visavis de se créer un réseau grâce à de nombreux contacts : organisateurs de festival, producteurs. Le groupe se professionnalise. Le 14 juillet 1991, Visavis présente en collaboration avec la ville de Tulle un spectacle alliant rock et pyrotechnie devant 10 000 spectateurs. Le chanteur du groupe n'est autre qu'Enzo car quelques semaines après le passage au printemps de Bourges, le chanteur Philippeest tombé gravement malade. Philippe est hospitalisé à l’institut Pierre et Marie Curie à Villejuif, il y décèdera en décembre de la même année à l’âge de 25 ans.
En 1992, le groupe intègre Bruno Pimont au chant. En 1993, ils entretiennent des premiers contacts avec EMI, label britannique et sortie de l'album en français La Cage avec Bruno Pimont au chant. En 1995, le groupe sort l'album So Special, où Régis prend en charge le chant. Parallèlement, PH intègre le groupe de rock parisien Clamantis. Pascal Ceaux remplace PH à la batterie et enregistre avec Visavis un mini EP live The Opening.  
En 2004, Pierre quitte le groupe et intègre Clamantis comme bassiste. Visavis cesse son activité.

### Retour (depuis 2014)
En juillet 2014, le groupe se reforme brièvement et Visavis organise un premier concert de retour avec plus de 200 personnes présentes à Chameyrat. Puis, l’exposition Mémoires électriques retrace entre autres la Visavis Story dans son contexte de l'époque Les Musiques amplifiées en Corrèze épisode II A cette occasion, un concert est organisé à la salle des Lendemains qui chantent de Tulle où plus de 400 personnes se sont déplacées pour assister au retour de Visavis. À la suite de ces nouveaux succès, une convention est signée en 2016 avec la SMAC de Tulle, Visavis enregistre alors cinq premiers titres d’un EP War Machine, réalisés par Pierre Fleygnac de Déclic Prod et masterisé aux studios Globe Audio Mastering de Bordeaux. 
En 2017, Visavis se reforme avec PH à la batterie, Pierre Beyssac à la basse, Régis au chant et guitare, Francis Lachaud à la seconde guitare. Pendant la même année, le groupe enchaine des festivals Zygocactus, Chameyrock, 100% Corrèze ou le groupe croise la route des Trois Cafés gourmands et des Humeurs cérébrales. En 2018, Francis Lachaud est remplacé à la 2e guitare par Damien Boucault ex-guitariste et chanteur des groupes punk rock Parisiens Clamantis et Anachronisme. En 2019, le groupe sort de l'album War Machine soutenu par une promotion de chez Ellie Promotion et une distribution Season of Mist,.
Le groupe décide de se remettre à la composition avec 6 titres sont enregistrés à la boîte à meuh au Mans chez Fred Mateu puis mixés par Fred Duquesne, guitariste et producteur de Mass Hysteria et ensuite masterisés par Thibault Chaumont du studio Deviant Lab à Poitiers. Fort de son parcours et de son expérience, le groupe s'entoure de grands noms pour préparer sa nouvelle tournée : le Great! Tour 2022 qui passera au festival de Chanteix, à Toulouse ou encore à Bergerac au Lembarzique. Ils s'associent plus tard à M&O Music de Believe, label metal et rock pour la distribution. En 2024, le groupe sort The Art of Collapse chez M&O Music 

## Membres

### Membres actuels
- Régis « Reg » Bouyge – guitare (depuis 1984), chant (depuis 1995)
- Damien « Dam » Boucault – guitare, chœurs (depuis fin 2018)
- Pierre-Henri « PH » Traux – batterie (depuis 1984)
- Pierre « PB » Beyssac – basse, chœurs (depuis fin 1984)

### Anciens membres
- Luis Dematos – basse (1984)
- Philippe Mauget – chant (1984-1991)
- Bruno Pimont – chant (1992-1995)
- Christophe Chastagnet – chant (1995)
- Enzo – chant (1991)
- Francis Lachaux – 2e guitare (1984-2018)
- Pascal Ceaux – batterie